# Feldberg, Baden-Württemberg
Feldberg är en kommun och ort i Landkreis Breisgau-Hochschwarzwald i regionen Südlicher Oberrhein i Regierungsbezirk Freiburg i förbundslandet Baden-Württemberg i Tyskland.
De tidigare kommunerna Altglashütten och Falkau uppgick i Feldberg, Baden-Württemberg 1 september 1971.
Kommunen ingår i kommunalförbundet Schluchsee tillsammans med  kommunen Schluchsee.